# Baka Györgyi
Baka Györgyi (Budapest, 1951. április 16.–) magyar költő, népművelő, könyvtáros.

## Életpályája
Szülei: Bihari Klára segédmunkás, Baka Sándor földművelő. Kisgyermekkorát a csemői tanyavilágban töltötte. Az elemi iskola első éve során egészségügyi problémák miatt előbb Ceglédre, majd Budapestre került kórházba. Rákospalotán, majd Rákosszentmihályon járt általános iskolába. Nyolcadik osztályos korában családi okok miatt a budapesti Ady Endre Átmeneti Otthonba került. A középiskolát a Fóti Gyermekvárosban végezte el (1970).
Érettségi után a Szombathelyi Tanítóképző Intézetben szerzett diplomát (1973) népművelő–könyvtáros szakon. Nyugdíjazásáig (2008) e két területen dolgozott.
Már általános iskolás korától szavalt az iskolában; a szombathelyi főiskolán tagja volta Benke Éva irodalmi színpadának. Később több költő kérte föl verseik tolmácsolására (Nagy Gáspár, Tornai József, Kozma László, Büki Attila).
Kiegészítő képzése: logoterápia és egzisztencia-analízis (2003–2006), logoterapeuta.
A százhalombattai könyvtárban 1997-ben elkezdte szervezni a Hamvas Béla Szellemi Szabadegyetemet, ami népfőiskolai formában működött 2016-ig. Időközben 1999. december 1-jén az intézmény Kemény Katalin engedélyével felvette Hamvas Béla nevét (Hamvas Béla Városi Könyvtár).
Több országban járt tanulmányúton a népfőiskolai mozgalom kapcsán: Vittakivi (Finnország, 1988); Öland (Svédország, 1991); Nyköping (Svédország, 1993); Silkeborg (Dánia, 1997).
Elvált, 2 leánygyermek édesanyja (Zsuzsa tanítónő, Kata külkereskedő-közgazdász).

### Munkahelyei
- Újpesti Gyapjúszövőgyár, Kulturális Otthon – népművelő
- Józsefvárosi Művelődési Ház – főelőadó
- Barátság Művelődési Ház, Százhalombatta – könyvtáros
- Érd Városi Művelődési Központ – előadó, igazgatóhelyettes
- Ifjúsági és Művelődési Központ, Budapest, Nagytétény – titkár
- Dél-Budai Népfőiskolai Társaság – főállású titkár
- Százhalombatta Városi Könyvtár – könyvtáros
- Törökbálint Zimány Ignác Általános Iskola – könyvtáros

## Művei

### Kötetek
- Fényfehérben; Csoma, Budapest, 2008
- Belső zarándok; Cédrus Művészeti Alapítvány, Budapest, 2010
- A csend jelei. Válogatott versek; Rím, Budapest, 2013 (Költői arcélek sorozat)
- Gyermekkorom madárszíve; bev. Vasadi Péter; XV. Kerületi Önkormányzat, Budapest, 2014[1]
- Megnyíló idő; Hungarovox, Budapest, 2016
- Közeledő érintés; Hungarovox, Budapest, 2017
- Határátlépés fölfelé; Hungarovox, Budapest, 2019
- Rózsaszirmok; Muravidék Baráti Kör Kulturális Egyesület, Pilisvörösvár, 2022[2]
- Szomjazó csillagmezők. Válogatott versek; Cédrus Művészeti Alapítvány, Budapest, 2022
- Átmozduló léthatárok; Cédrus Művészeti Alapítvány, Budapest, 2023
- Baka Györgyi–Oláh Tamás: Keresztbe kötve. Ikerjelek; Cédrus Művészeti Alapítvány, Budapest, 2024
- A hallgatag kerub; Cédrus Művészeti Alapítvány, Budapest, 2024

### Gyűjteményes kötetek
- Miért írunk verset? Költői est négyesben; többekkel; Üveghegy, Százhalombatta, 2013 + CD
- Mire jó az esszé? Prózaest ötösben. Öt szerző huszonöt esszéje, bevezető tanulmánnyal; többekkel; Üveghegy, Százhalombatta, 2014
- Fénykörben. Öt költőnő; 3BT, Budapest, 2014
- Irodalmi karácsony. Adamik Tamás, Baka Györgyi, B. Tóth Klára, Deák-Sárosi László és Kasó Tibor szakrális és karácsonyi versei; Üveghegy, Százhalombatta, 2016 + CD

### Szerkesztések
- Az ikon kinyitása. Orosz szellemtörténet és kultúra a 19-20. században; szerk. Baka Györgyi; Hamvas Béla Városi Könyvtár, Százhalombatta, 2010
- A beváltás helye. A százhalombattai Hamvas Béla Városi Könyvtár előadóinak írásai Hamvas Béláról a 15 éves népfőiskolai képzés köszöntésére; szerk. Baka Györgyi; Hamvas Béla Városi Könyvtár, Százhalombatta, 2012

### Online publikációk
- Bemutatkozik: Baka Györgyi költő (2019)
- Vissza a szél ringatta mezőkre (2023)
- A hallgatag kerub (2024)

## Munkássága
Az alábbi folyóiratokban publikált: Agria, Antropozófia, Aranypor, Búvópatak, Duna-part, Életünk, JEL-újság, Kelet Felől, Magyar Múzsa, Nagyítás, Napút, Stádium, Vallástudományi Szemle.

### Méltatások
Baka Györgyi megrendítően és felemelően egyedi hangütésű poézist épít ezekre az alapokra, olyat, amely képes megszólaltatni a csendet, sőt képes megszólalni a csend „hangján”; hiátusokat rak a lélekre, megszólítja a kimondhatatlant. Mintha finom, illatos virágporfátylat lengetne enyhe fuvallat, lágy ívű alakzatokat formálva a térben, olyan szelíd, halk és mégis sejtetően sokatmondó ez a költészet. Nem láttat, hanem láttatni enged, s olykor valami addig észrevétlent felmutat. Természetesen ez a légies, mondhatni suttogó költészet által megfogalmazott mondanivaló, kellően kiérlelt hatásmechanizmussal, mégiscsak és nagyon is a földön jár. Minden belső rezdülése a külvilágra (az életre) való visszahatás, s így az értelem és az érzelem reakciója. (Hajdu Ferenc a Belső zarándok c. kötetről, 2012)
A lélek mélységét súlyos gyermekkori traumák mélyítették el, amikbe bepillantást adnak a Gyermekkorom madárszíve kötetének versei. Életre szóló traumáinktól nem tudunk szabadulni, de Györgyi képes volt átszellemíteni és ezáltal óriási lelki élményt adni. Nem a fájdalom egyszerű megosztásával, hanem felemelésével. A címadó vers könnyed indító sorai a létezés olyan mély megéléséhez vezetnek, amikor minden Eggyé válik, teljes feloldódáshoz a „létegységben”, amikor „semmi leszek és minden”. A lélek csendje megszólal, versei imává csendesülnek, Ő szól hozzánk a vágyott elérhetetlen.

Fülep Lajos felismerése volt, hogy minden nagy művészetnek metafizikai alapja van, és ez Európában nem más, mint a kereszténység. Ma már nincs belefeledkezés a vallásba, már csak a gyermekkori élmények gyertyafényei léteznek. Nincs közösség, nincs sodródás, az utat mindenkinek egyénileg kell megtalálni. Györgyi szüntelen keresésben van, Istent keresi a grábóci vagy a prevlakai kolostorban, a kertben és a zsúfolt szobában. Nem keresnél, ha már meg nem találtál volna – szoktuk Pascal ezen mondatát idézni, és Györgyire különösen áll, szinte mindenütt meg is érinti a jelenléte. De élményei nemcsak helyekhez kötődnek, nemcsak mindenütt keres: keresi a keresőket, a megigazultakat, az alkotókat, a teremtőket. És megszólítja őket. Megszólítja Kirkegaard-t és Hamvas Bélát, Henri Boulad-ot és Miklóssy Endrét, Tarkovszkijt és József Attilát, nem feledve Mózes atyát. Megszólítja és párbeszédbe vonja őket. Azokat, akik a legmagasabbra emelkedtek. (Szaló Péter: „Szomjazó csillagmezők”. Baka Györgyi költészetéről, 2022)
Következetesen önazonos az a megszólalásmód, melyet Baka Györgyi lírája kötetről kötetre kitart. E zeneműszerűen szakaszolt, keskeny szabadversek alanyi misztikára hajlanak, vallomásos metafizikából épülnek. A megtalált Istent keresi ez a lírikusi magatartás. A Jézust szólongató sóvárgás a gyermekkor és a szülőföld menedékét is újrateremti; a mélységből kiáltás poétikája a létbizalom magaslati alkímiájától fényesül; az érzéki világban-léthez a természet eredendő transzcendenciája csatol kozmikus távlatokat.

A poeta sacer alkotói hagyományát éleszti föl az Átmozduló léthatárok szándékrendje; a szavak felekezete Baka Györgyi versvilágában áhítattá emeli az ámulatot, a szorongó keserűség kísértését pedig az önátadás és önmeghaladás krisztusi vágyával hárítja el. (Halmai Tamás ajánlása, Átmozduló léthatárok, 2023)
A fény újra meg újra átszövi Baka Györgyi sorait, s a krisztusi szenvedéstörténethez igazítva saját szenvedéstörténetét válik igazán elfogadóvá, hiszen a „kereszthordozás / egymásra ébredésünk / próbatétele (…) Jézus keresztje / megérint, kiszólít a sebzett időből”, és az ember akkor tud a titkok mélységébe lépni, amikor „az időtlen és a pillanat összeér”.
Hogyan tudjuk elviselni az elképzelés és a valóság közötti különbségeket? El kell fogadni a nemlétet, hogy új életet kapjunk, és hinnünk kell a krisztusi kegyelemben. Egészen különleges a kis Jézussal való találkozásunk az Átmozduló léthatárok című versben, ahol a „kiszolgáltatottnak hitt csecsemő” tér-idő kontinuitásában teljességet, megtörhetetlen védelmet jelent. A versek Simone Weil gondolatait is idézik, hisz egész életünk a teljességhez vezető út megtalálására irányul. Az ember a teljesség részeként kíván Istenhez kapcsolódni, érzi, hogy van valahol átkelőhely egy másik világba, és reménykedünk, hogy a képzelt öröklét egyszer valóságosan érzékelhetővé válik.

Az írások olykor elégikus hangvételűek, a költő magányra panaszkodik, békére áhítozik, érzi, hogy sokszor felülkerekedik benne a félelem, elborítja a „rettenet éjszakája”. Mégis természetesnek, életünk szerves részének tartjuk ezeket a létélményeket. Az embernek meg kell tapasztalnia a szenvedést ahhoz, hogy feltöltődjék az alkotáshoz és a továbblépéshez szükséges energiával. (Csontos Márta: Harcolunk a nyugalomért, de így sosem nyugszunk meg; az Átmozduló léthatárok c. kötetről, 2023)

## Szervezeti tagságok
- Magyar Népfőiskolai Társaság (1988)
- Magyar Írószövetség (2014)
- Magyar Nemzeti Írószövetség (2020)

## Díjai, elismerései
- Aquincumi Költőverseny. Epigrammaíró verseny: I. helyezés (2008)
- Érd Megyei Jogú Város Művészeti-díja (2017)
- Érdikum, Érdi Értéktár Bizottság: kulturális örökség (2017)[7]